# Virginia Carroll
Virginia Carroll (2 de diciembre de 1913 – 23 de julio de 2009) fue una actriz estadounidense, conocida por su participación en diversos westerns.

## Biografía
Su verdadero nombre era Virginia Broberg, y nació en Los Ángeles, California. Tuvo un hermano, Frank Carroll, que fue locutor en Los Ángeles. Antes de iniciar su carrera cinematográfica en 1935, trabajó como modelo en unos grandes almacenes de Los Ángeles.
Su primer trabajo en el cine fue como modelo en el film de 1935, Roberta. Su primer western, A Tenderfoot Goes West, con Jack La Rue, llegó menos de un año después, en 1936.
Carroll llegó a ser una de las principales actrices de los westerns de serie B, actuando con actores del género como Tex Ritter, Don "Red" Barry, Roy Rogers, Johnny Mack Brown, Wild Bill Elliott, Gene Autry y Whip Wilson. Entre sus películas se incluye la producción de 1942 Prairie Gunsmoke.
Hacia el final de su carrera artística, Carroll fue elegida para diversos trabajos televisivos, incluyendo papeles en The Roy Rogers Show, Dragnet, The Adventures of Wild Bill Hickok y Perry Mason.
Carroll se casó con su primer marido, el actor Ralph Byrd, en 1936, permaneciendo unidos hasta fallecer Byrd en 1952. Se casó de nuevo en 1957, en esta ocasión con Lloyd McLean, un operador de 20th Century Fox. En 1969 falleció McLean, por lo que Carroll quedó de nuevo viuda.
Virginia Carroll murió en una residencia en Santa Bárbara (California) el 23 de julio de 2009, por causas naturales. Tenía 95 años de edad.